# Upplands runinskrifter 749
Upplands runinskrifter 749 är en vikingatida runsten av granit i Sävsta, Husby-Sjutolfts socken och Enköpings kommun. 
Runstenen är 1,87 meter hög och har en största bredd på 1,96 meter. Stenen är avsmalnande uppåt med en spetsig topp. Toppen är genomborrad av ett borrhål. I mitten av ristningen finns en djurfigur med drakhuvud, hästkropp och klövar. Djuret liknar djuret på U 747. Ristningen U 749 är troligen ett verk av runristaren Balle.

## Inskriften
Translitterering av runraden:
· halftan · auk · sikniutr · þair · litu · rasa · stan · at · auþkair · auk · tan ÷· feþr · sina · auk · at · almkar · auk · uibiorn · bryþr · halfanar ·
Normalisering till runsvenska:
Halfdan ok Signiutr þæiʀ letu ræisa stæin at Auðgæiʀ ok Dan, fæðr sina, ok at Almgæiʀ ok Vibiorn, brøðr Halfdanaʀ.
Översättning till nusvenska:
Halvdan och Signjut de läto resa stenen efter Ödger och Dan, sina fäder, och efter Almger och Vibjörn, Halvdans bröder.